# 肖辉
肖辉（英語：David Hui Xiao, 1960年11月17日—）是一位华人政治人物和房地产商。

## 生平
1960年出生于贵州省，父亲是煤矿公司会计，母亲是教师，毕业于中国矿业大学和北京第二外国语学院，后担任翻译工作进入商界得以有机会前往加拿大，1989年天安门事件後移民加拿大，曾担任北电网络、庞巴迪、摩托罗拉等公司商业咨询师。后在阿尔伯塔大学学习经济学。2008年被选为亞伯達省議會议员，2015年卸任。目前经营房地产企业。

## 家庭
妻子是Alice，有两个儿子。